# Белсито
Белсѝто (на италиански: Belsito) е село и община в Южна Италия, провинция Козенца, регион Калабрия. Разположено е на 600 m надморска височина. Населението на общината е 973 души (към 2012 г.).